# Petteri Koponen
Petteri Koponen (ur. 13 kwietnia 1988 w Helsinkach) – fiński koszykarz występujący na pozycjach rozgrywającego oraz rzucającego obrońcy, obecnie zawodnik Helsinki Seagulls.
W 2007 wystąpił w meczu wschodzących gwiazd - Nike Hoop Summit.
24 lipca 2018 został zawodnikiem niemieckiego Bayernu Monachium. 13 sierpnia 2021 dołączył do Helsinki Seagulls.

## NBA
Petteri został wybrany z 30 numerem draftu w 2007 przez klub Philadelphia 76ers. Był ostatnim zawodnikiem wybranym w pierwszej rundzie. Szóstki wymieniły go do Portland Trail Blazers w zamian za Derrick Byars’a. W 2008 podpisał kontrakt z Virtusem Bolonia.

## Osiągnięcia
Stan na 28 września 2018, na podstawie, o ile nie zaznaczono inaczej.
Drużynowe
- Mistrz:
  - Eurocup (2015)
  - EuroChallenge (2009)
  - Niemiec (2019)
  - Finlandii (2007–2008)
- Wicemistrz Rosji/VTB (2015)
- Brąz mistrzostw:
  - Hiszpanii (2018)
  - Finlandii (2022)
- 4. miejsce w VTB (2013, 2016)
- Zdobywca pucharu:
  - Hiszpanii (2018)
  - Finlandii (2022)
- Finalista:
  - superpucharu:
    - Włoch (2010, 2011)
    - Hiszpanii (2016)

  - pucharu Włoch (2009, 2010)
- Brąz pucharu Hiszpanii (2017)

Indywidualne
- Fiński koszykarz roku (2008, 2011–2016)
- MVP krajowy ligi fińskiej (2008)
- Najlepszy:
  - rezerwowy VTB (2015)
  - fiński zawodnik VTB (2015)
- Zaliczony do I składu EuroCup (2015)
- MVP tygodnia Euroligi (12. TOP 16 – 2013)

Reprezentacja
- Brązowy medalista mistrzostw Europy U–20 dywizji B (2006)
- Uczestnik mistrzostw:
  - świata (2014 – 22. miejsce)
  - Europy:
    - 2011 – 9. miejsce, 2013 – 9. miejsce, 2015 – 16. miejsce, 2022[6]
    - dywizji B (2007)
    - U–18 dywizji B (2005)
    - U–16 dywizji B (2004)
- Lider mistrzostw:
  - świata w asystach (2014)
  - Europy w przechwytach (2013)